# Bill Amend
Bill Amend (né le 20 septembre 1962 à Northampton) est un auteur de bande dessinée américain, créateur du comic strip FoxTrot (en), publié depuis 1988 et distribué fin 2006 dans plus de 1200 journaux. Depuis le 1er janvier 2007, Amend ne crée plus que de nouvelles pages du dimanche.

## Prix et récompenses
- 2007 : Prix Reuben pour FoxTrot (en)